# 5α-colestano
Il 5α-colestano è un idrocarburo saturo a 27 atomi di carbonio, formalmente precursore di molte sostanze organiche naturali tra cui gli steroidi. A livello endogeno viene prodotto a partire dal colesterolo per azione di microrganismi intestinali: il 5α-colestano fu infatti isolato per la prima volta dalle feci umane.